# Rycerz Niepokalanej
Rycerz Niepokalanej – polski miesięcznik katolicki ukazujący się od stycznia 1922. Został założony przez o. Maksymiliana Marię Kolbego, który był jego pierwszym redaktorem.

## Historia

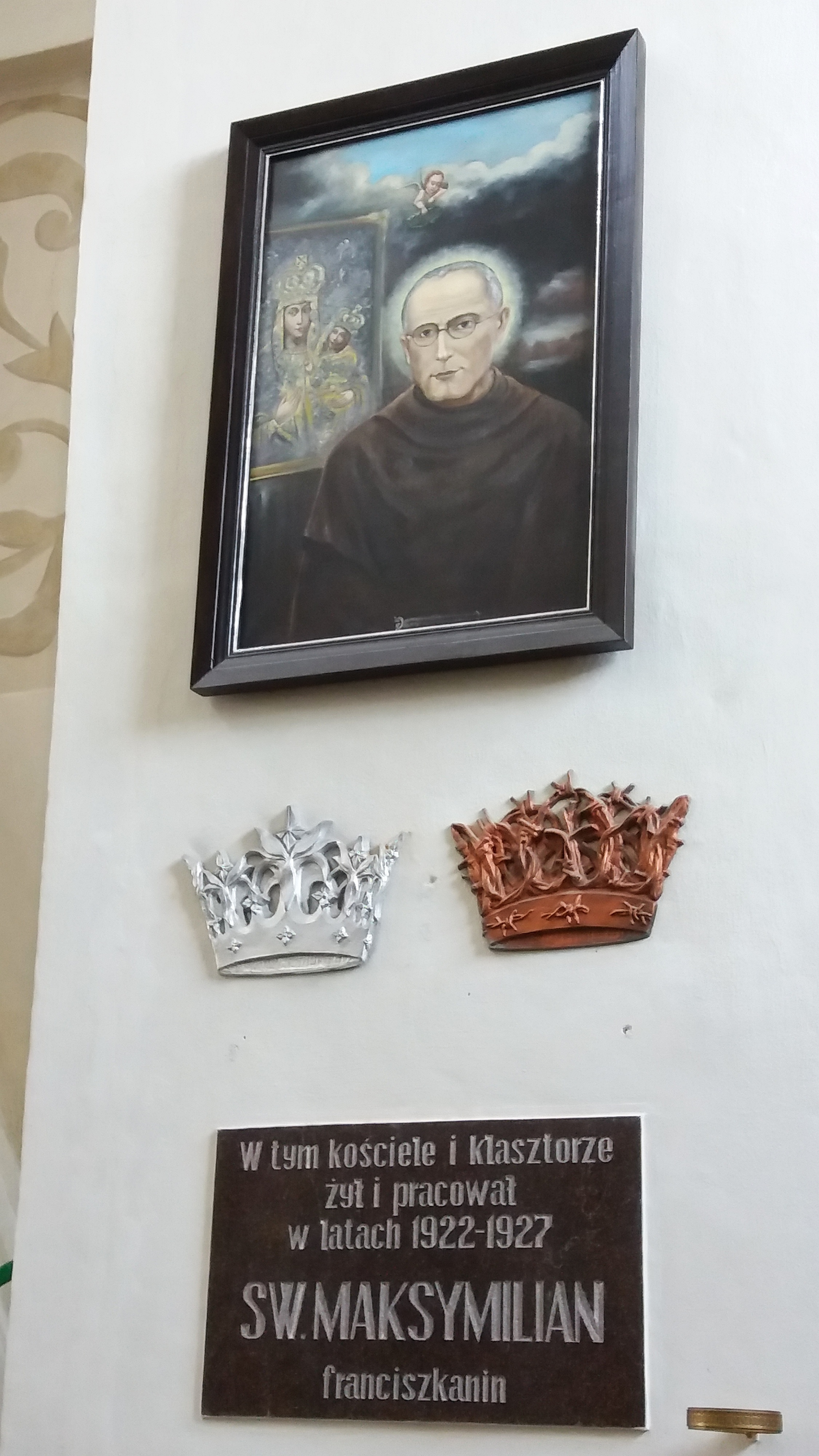
Tablica pamiątkowa w kościele franciszkanów w Grodnie, gdzie o. Maksymilian wydawał Rycerza Niepokalanej w latach 1922-27

Początkowo, od stycznia do października 1922 czasopismo wydawane było w Krakowie (w konwencie oo. franciszkanów przy placu Wszystkich Świętych 5). Według zapowiedzi o. Kolbego celem pisma było nie tylko pogłębić i umocnić wiarę, wskazać prawdziwą ascezę i zapoznać wiernych z mistyką chrześcijańską, ale także w myśl zasad „Milicji Niepokalanej”, starać się o nawrócenie akatolików. Ton pisma będzie zawsze przyjazny dla wszystkich bez względu na różnice wiary i narodowości.
Pierwszy numer miesięcznika, z bardzo skromną szatą graficzną, ukazał się w nakładzie 5 tys. egzemplarzy. Okładkę do niego zaprojektował br. Efrem, kapucyn. W numerze tym o. Maksymilian ogłosił patronem Rycerza Niepokalanej zmarłego w roku 1921 o. Wenantego Katarzyńca. Jednocześnie przedstawiony został zarys historii oraz program stowarzyszenia Rycerstwo Niepokalanej. Ważnym elementem na łamach czasopisma były też drukowane podziękowania od czytelników, kierowane do Najświętszej Marii Panny Niepokalanej.
Przez kolejne 5 lat (od jesieni 1922 do jesieni 1927) Rycerz Niepokalanej wydawany był w klasztorze w Grodnie. Początki pracy były bardzo trudne nie tylko ze względu na szczupłą kadrę (o. Kolbe miał zaledwie 3 stałych współpracowników, odpowiedzialnych za druk i administrację). Klasztor grodzieński znajdował się na peryferiach miasta, co przekładało się na trudności komunikacyjne przy wysyłce miesięcznika oraz przy nabywaniu części zamiennych do maszyn. Pomimo tego nakład pisma zwiększał się stopniowo. W 1924 Rycerz miał 12 tys. prenumeratorów, podczas gdy w 1927 – roku przeprowadzki z Grodna do Niepokalanowa – nakład miesięczny sięgał 60 tys. egzemplarzy.
Lata 1927-1939 w Niepokalanowie to okres dalszego rozwoju czasopisma. Zakup kolejnych maszyn drukarskich pozwalał na stopniowe zwiększanie miesięcznego nakładu. Do 1936 redaktorem czasopisma był o. Justyn Nazim, w kolejnych latach pełnił tę funkcję o. Pius Bartosik, natomiast dyrektorem wydawnictwa w Niepokalanowie po powrocie z Japonii został ponownie o. Kolbe. W latach 1936–1939 miesięcznika nakład wahał się w granicach ok. 700 tys. egzemplarzy. Treść tych przedwojennych roczników Rycerza Niepokalanej dostępna jest na stronie internetowego archiwum miesięcznika.
Wybuch II wojny światowej sparaliżował wydawanie niepokalanowskich periodyków, w tym również Rycerza. Pomimo tego, w grudniu 1940 udało się o. Maksymilianowi uzyskać zgodę władz niemieckich na jednorazowe wydrukowanie „Rycerza” w nakładzie 120 tys. egzemplarzy (na okręg warszawski). Latem 1945 franciszkanie wznowili działalność wydawniczą, ale trwała ona tylko kilka lat. Czasy komunizmu nie sprzyjały dziełom religijnym, toteż Rycerz został zmuszony do milczenia. Pod koniec 1952 komuniści nie tylko zabronili jego dalszej edycji, ale zrabowali również sprzęt i niepokalanowskie maszyny drukarskie.

## Współczesność
To przymusowe milczenie pisma trwało aż do 1981, kiedy to Główny Urząd Kontroli Prasy, Publikacji i Widowisk w Warszawie wydał zgodę na wydawanie miesięcznika w nakładzie 50 tys. egzemplarzy. Kilkanaście lat później, w 1989 zwiększono ten nakład do 200 tys.

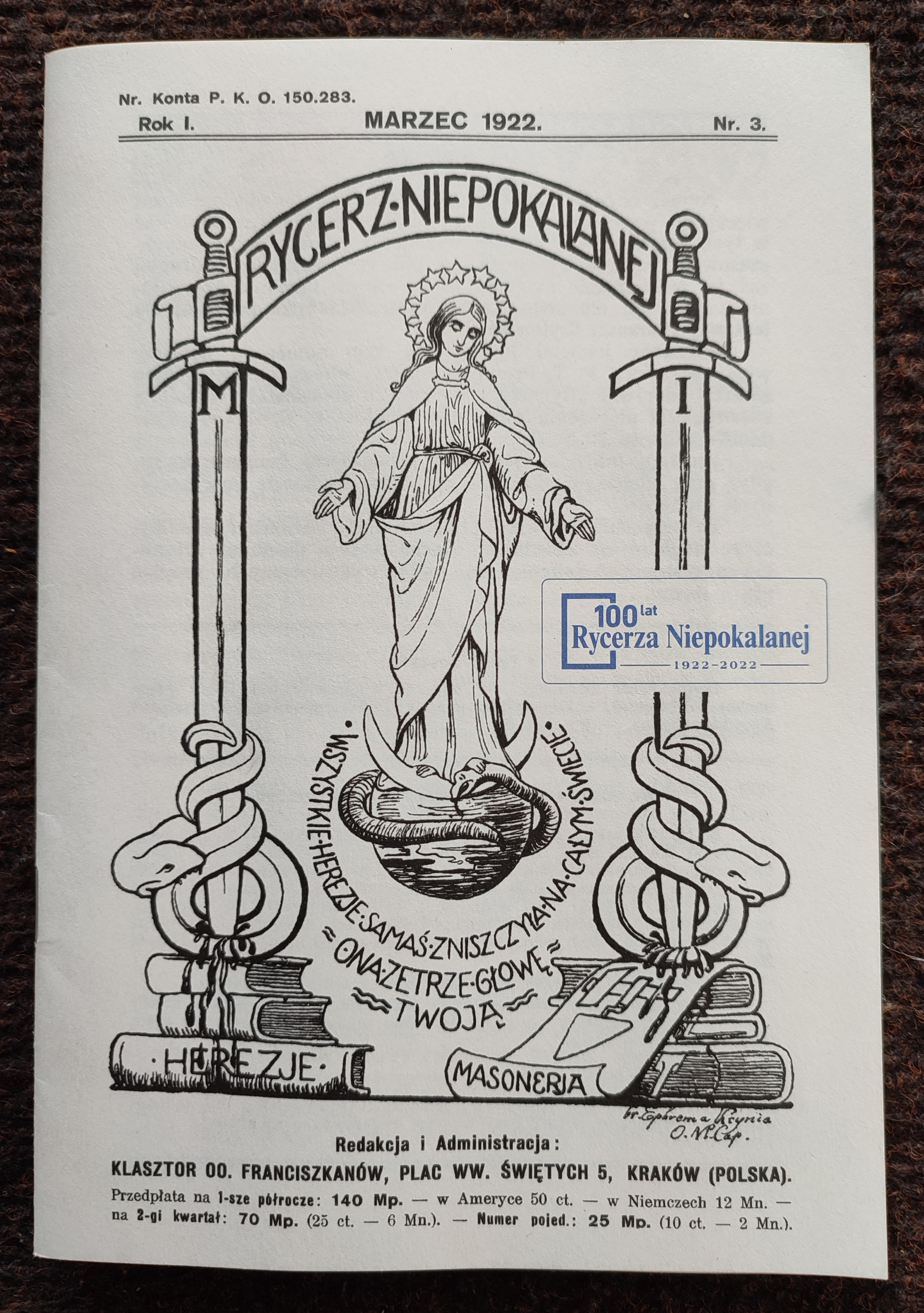
Reprint RN (3/1922) na stulecie pisma
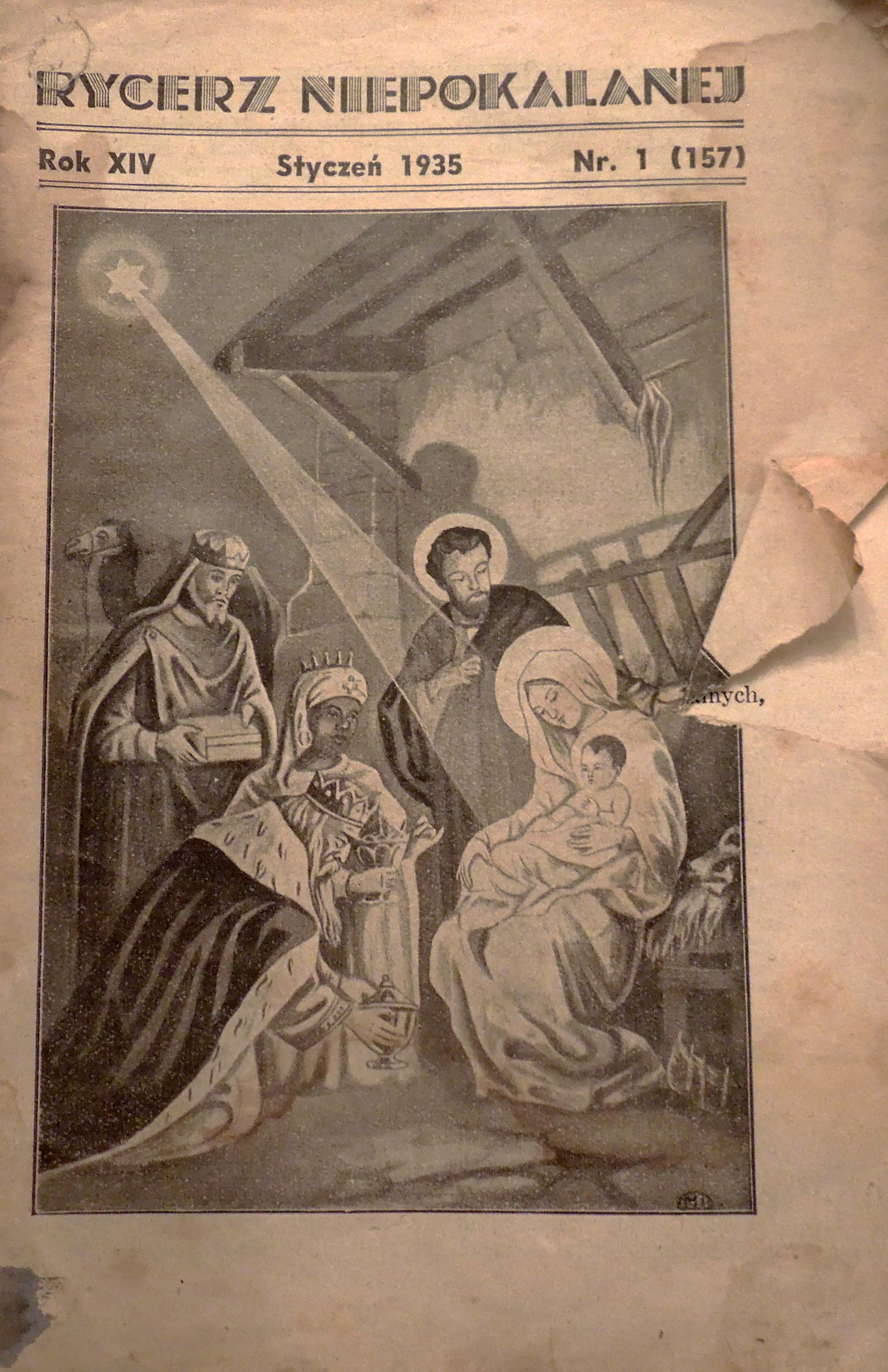
Numer archiwalny RN (1/1935)
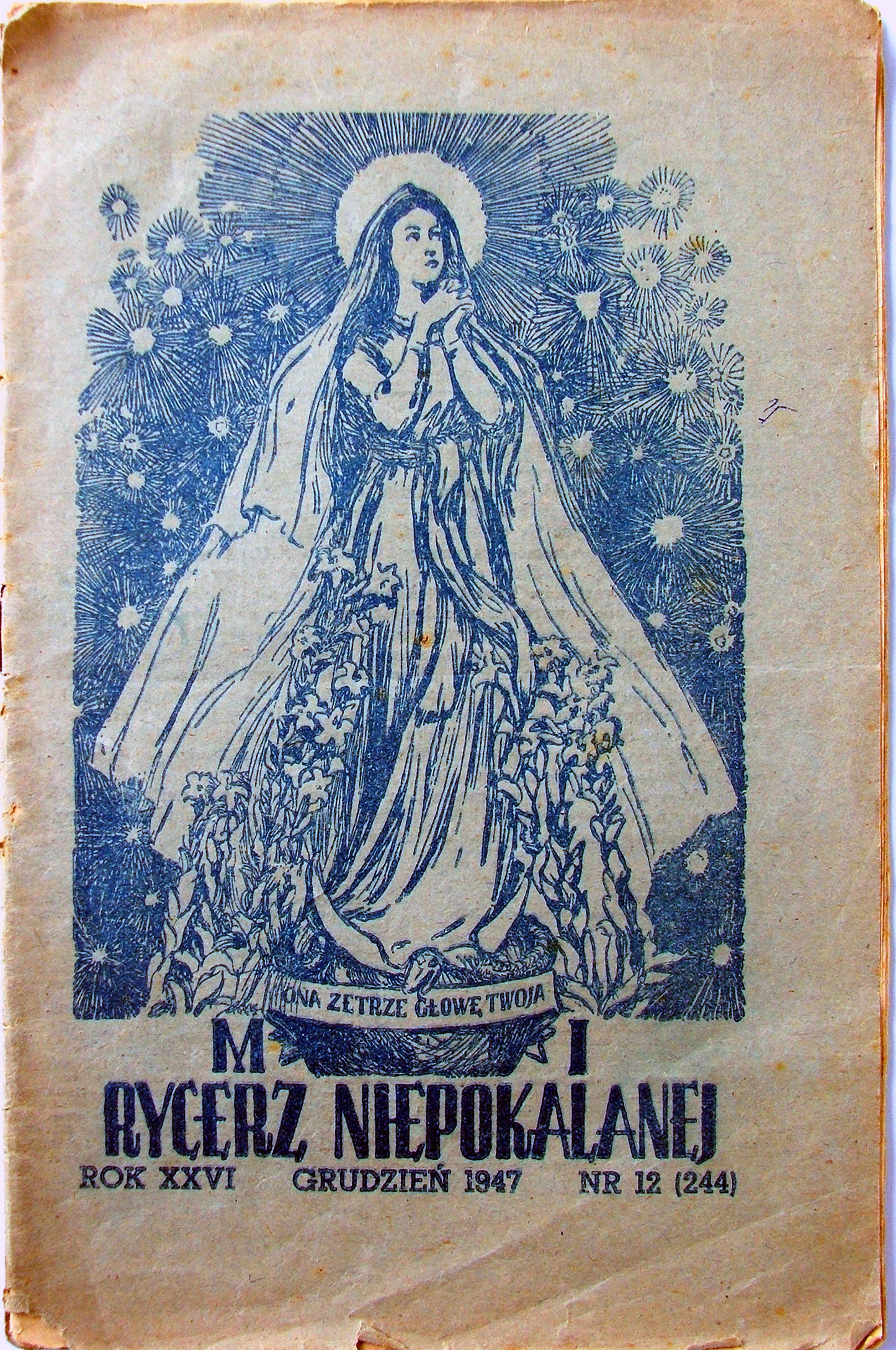
Numer archiwalny RN (12/1947)

Z okazji 100-lecia istnienia pisma, zarząd redakcji zdecydował, by do każdego numeru z 2022 dołączyć reprint miesięcznika sprzed 100 lat, kiedy to redaktorem był o. Maksymilian. Obecnie Rycerz Niepokalanej ukazuje się w nakładzie ok. 40 tys. egzemplarzy. Jest dostępny dla czytelników zarówno w wersji drukowanej, jak też cyfrowej. Od numeru styczniowego 2025 redaktorem pisma jest o. Krzysztof Flis OFMConv.

## Edycje
Z okazji beatyfikacji o. Maksymiliana Kolbego w 1971 polscy franciszkanie postanowili wydać w Rzymie okolicznościowy numer Rycerza Niepokalanej. Pozytywne przyjęcie tego kroku przez czytelników skłoniło ich do kontynuacji przedsięwzięcia. Pismo zaczęło wychodzić najpierw w Rzymie (u włoskich franciszkanów na Zatybrzu), następnie zaś w Santa Severa. Ta wersja miesięcznika adresowana była głównie dla Polaków mieszkających poza ojczyzną. Do rodaków w kraju, ze względu na cenzurę, docierały jedynie pojedyncze egzemplarze. Polonijny Rycerz był wydawany przez równo 40 lat. W 2011 podjęto decyzję o połączeniu go z wersją z Niepokalanowa, co wiązało się z zaprzestaniem dalszego drukowania pisma w Santa Severa.
Czasopismem nawiązującym do idei o. Maksymiliana Kolbego jest czeska edycja Rycerza, ukazująca się od 1992 roku pod nazwą Immaculata. Miesięcznik, wydawany początkowo w Czeskim Cieszynie, został w późniejszym czasie przeniesiony do Brna, gdzie wydawany jest do dziś. Immaculata publikuje artykuły z zakresu mariologii, biblistyki i historii, jak również świadectwa i wywiady. Redaktorem pisma jest o. Bohdan Heczko OFMConv.
Istnieje również japońska edycja tego miesięcznika pod nazwą Seibo no Kishi (czyli „Rycerz Maryi-bez-grzechu”). Miesięcznik założony został w 1930 roku w Nagasaki, dzięki staraniom o. Maksymiliana Kolbe i jego pierwszych współpracowników. Było to pierwsze japońskie czasopismom katolickie, które w 1935 wychodziło w nakładzie 70 tys. egzemplarzy. W 2021 ukazał się tysięczny numer jubileuszowy, który prezentował m.in. historię japońskiego Rycerza.

## Kontrowersje
Współcześni badacze literatury i publicyści zwracają uwagę, że przedwojenne (tj. 1922-1939) wydania Rycerza Niepokalanej zawierały treści otwarcie antysemickie. Jak stwierdziła Anna Juszczak, „Rycerz Niepokalanej” (...) charakteryzował się wysokim poziomem zawartych w nim treści antysemickich. Magazyn przedstawiał Żyda jako komunistę, bolszewika, masona – oczywiście w negatywnym świetle. Religia żydowska była zła i bezpodstawna, dopuszczając wszelkie deprawacje. Natomiast założyciel i współautor czasopisma, o. Maksymilian Kolbe, w swych tekstach o Żydach pisał: Naród wybrany przez Boga. Inteligentny. Tajemniczy. Podstępny. Nieznany. Nienawidzący. Okrutna klika. Wszechświatowe żydostwo.
Takie publikacje na temat Żydów były jednak marginalne w porównaniu z dorobkiem założyciela i ze wszystkimi publikacjami przedwojennego Rycerza Niepokalanej. Według wyliczeń, jakich dokonał o. Romana Aleksander Soczewka OFMConv., uczestnik łódzkiego sympozjum "Św. Maksymilian Kolbe – Żydzi – masoni" (1993), wspomniane publikacje stanowiły 3,3 proc. całego dorobku o. Maksymiliana. Tylko w 23 – dosyć krótkich – artykułach z Rycerza okresu międzywojennego postać Żyda stanowiła główny obiekt zainteresowania. Najczęściej były to działy Kronika oraz Iskierki.
Można też dostrzec, że zarówno ton i treść ówczesnych publikacji nie odbiegały od narracji powszechnej w przedwojennej Polsce. Inna sprawa, że wspomniane teksty powstały w kraju szarpanym konfliktami i przed tragicznymi wydarzeniami Holokaustu. Jerzy Turowicz – wieloletni redaktor Tygodnika Powszechnego – twierdził, że prasa z Niepokalanowa nie była bardziej antysemicka od innych ówczesnych pism katolickich. Natomiast sam o. Kolbe, udzielając rad autorom tekstów do niepokalanowskiej prasy, pisał z Japonii w 1935: Mówiąc o Żydach, bardzo bym uważał na to, żeby czasem nie wzbudzić albo nie pogłębić nienawiści do nich (...) Na ogół więcej bym się starało rozwój polskiego handlu i przemysłu, niż piętnował Żydów.